# Vallapalu
Vallapalu is een plaats in de Estlandse gemeente Elva, provincie Tartumaa. De plaats heeft de status van dorp (Estisch: küla) en telt 56 inwoners (2021).
Tot in oktober 2017 was Vallapalu de hoofdplaats van de gemeente Rannu. In die maand werd de gemeente bij Elva gevoegd.

## Geschiedenis
Vallapalu ontstond in 1902 als nederzetting op het landgoed van Rannu. De plaats heette oorspronkelijk Palu of Palupääne. In 1945 werd de nederzetting opgesplitst in twee dorpen: Vallapalu en Mõisapalu. In 1977 werden de twee samengevoegd onder de naam Vallapalu.
Sinds 1773 ligt het kerkhof van Rannu op het grondgebied van het huidige Vallapalu.

## Foto's

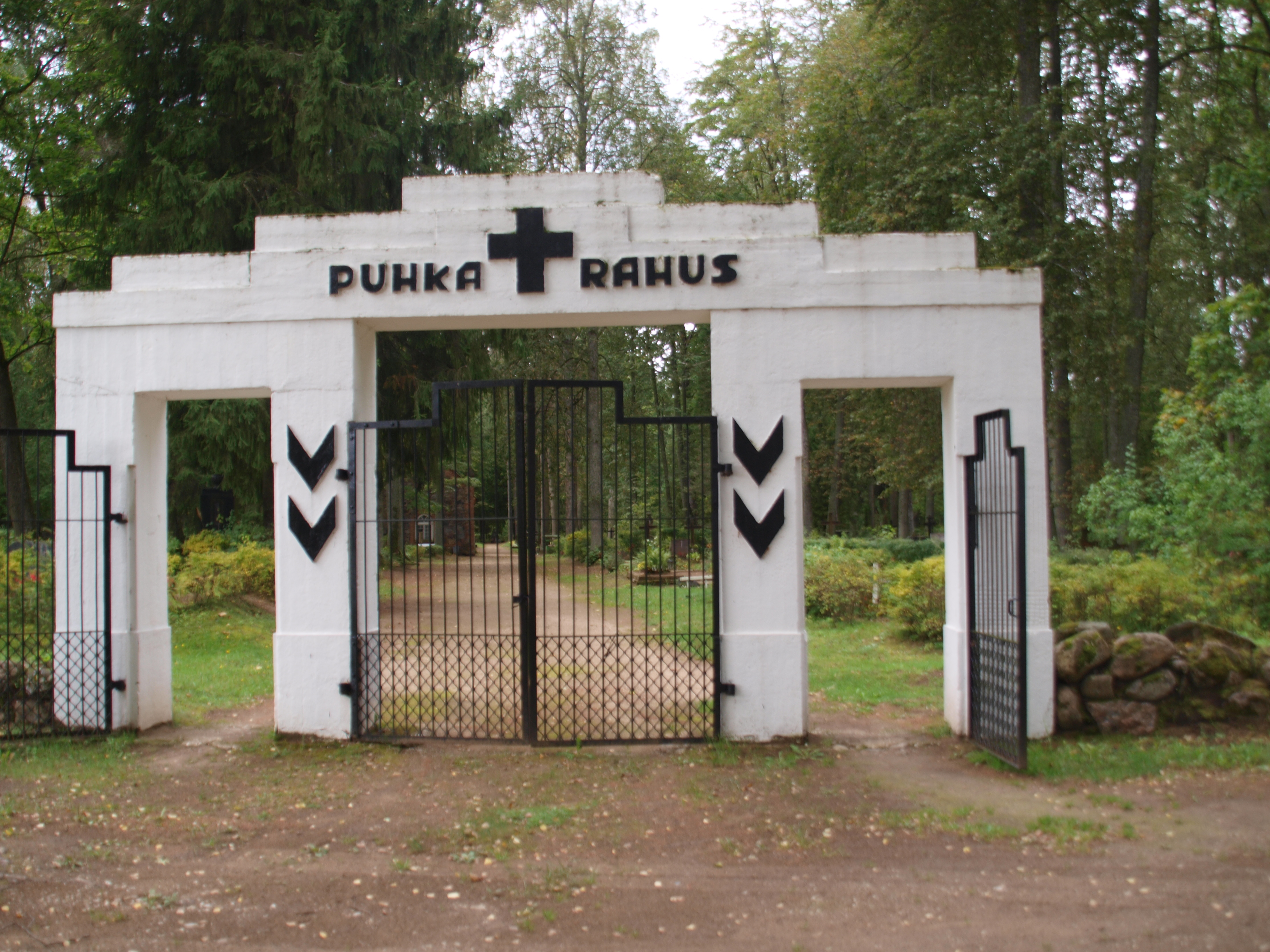
Toegangspoort tot het kerkhof met het opschrift ‘Rust in vrede’
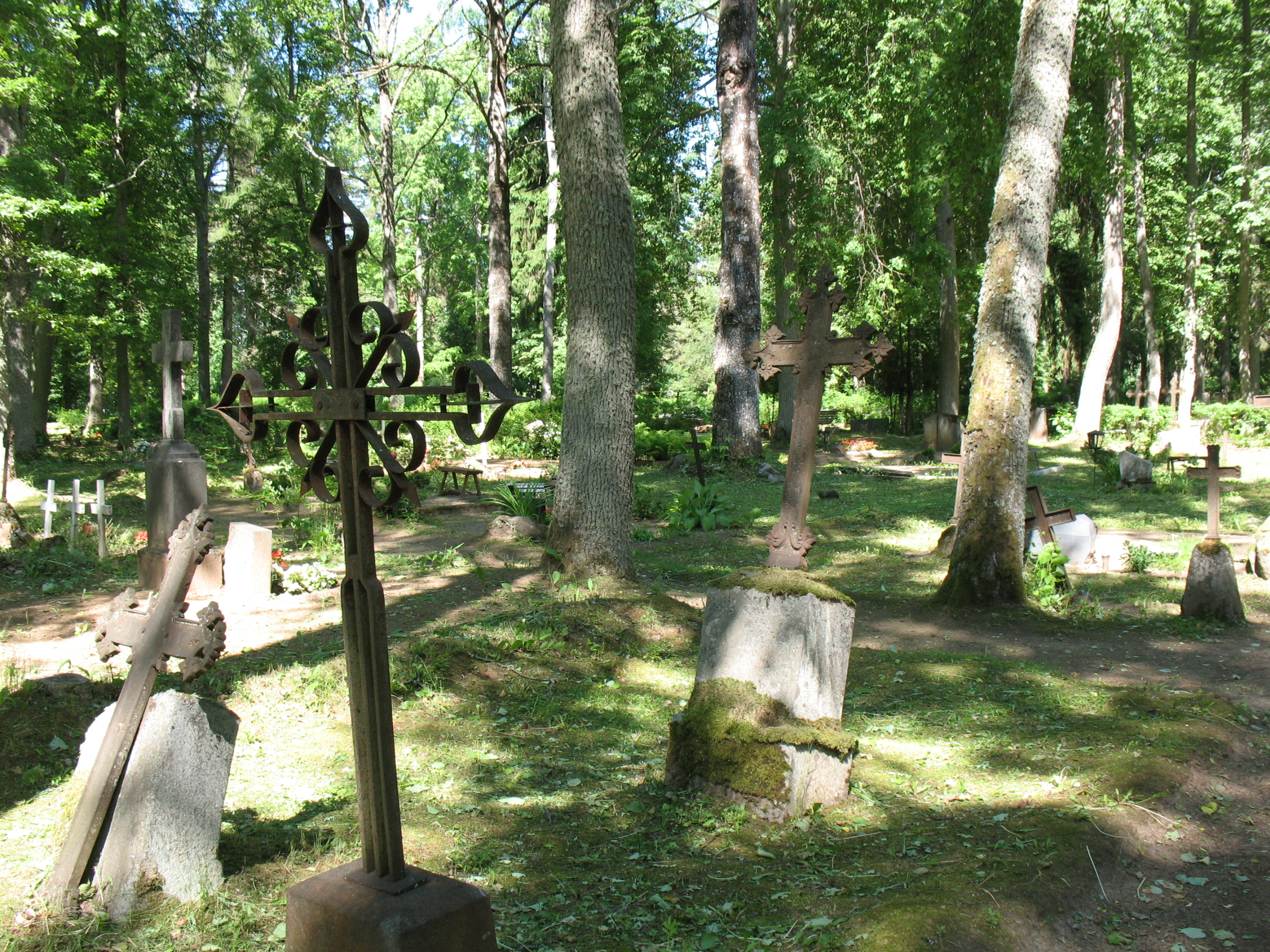
Het kerkhof
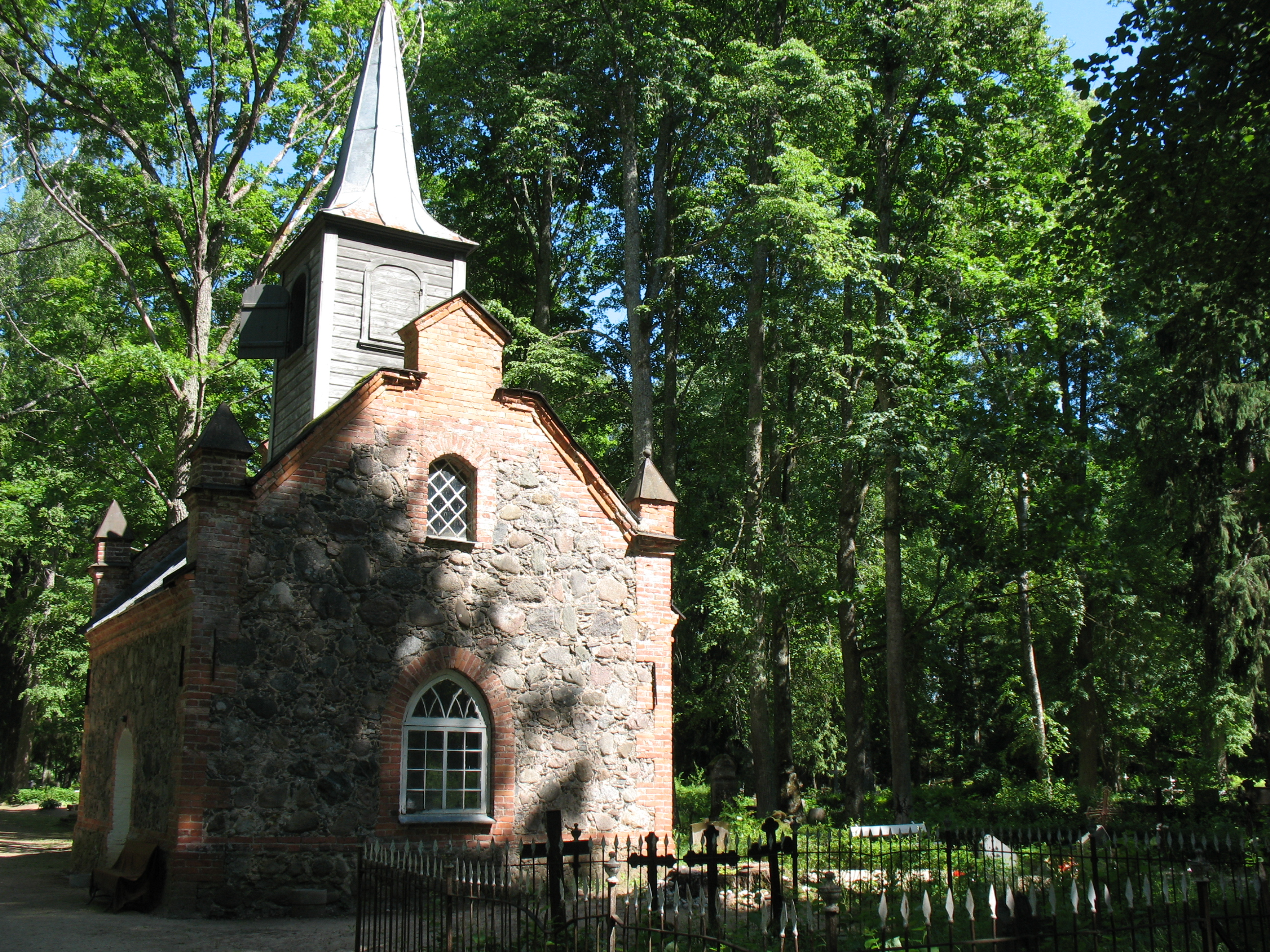
Kapel op het kerkhof